# Anders Adlercreutz
Anders Erik Gunnar Adlercreutz, né le 26 avril 1970 à Helsinki est un architecte et homme politique finlandais député du Parti populaire suédois de Finlande (SFP) au Parlement de Finlande.

## Carrière politique
Il est élu député de la circonscription d'Uusimaa aux élections législatives de 2015 avec 3 337 voix.
En juin 2016, Anders Adlercreutz est candidat au poste de président du SFP, et termine en seconde position derrière Anna-Maja Henriksson. Il est alors élu vice-président du parti.Il est réélu comme vice-président en mai 2018.
À la suite des élections législatives de 2023, il devient ministre des Affaires européennes et des Réformes dans le gouvernement Orpo formé le 20 juin 2023. Il succède à Anna-Maja Henriksson à la tête du SFP et du ministère de l'Education en juillet 2024.